# Intento de golpe de Estado en Guinea Ecuatorial de 2004
El intento de golpe de estado en Guinea Ecuatorial de 2004, también conocido como golpe Wonga, fue un intento de golpe de Estado contra el gobierno de Guinea Ecuatorial para reemplazar al presidente Teodoro Obiang Nguema por el político de la oposición en el exilio Severo Moto Nsá, llevado a cabo por mercenarios y organizado sobre todo por financieros británicos. Guinea Ecuatorial tiene vastas reservas de petróleo y gas. Un oficial de los Estados Unidos lo denominó "el nuevo Kuwait". Los fiscales alegaron que el líder de la oposición de Guinea Ecuatorial, Severo Moto Nsá, se instalaría como nuevo presidente a cambio de derechos de petróleo preferenciales a las empresas vinculadas con los implicados en el golpe. Recibió la atención de los medios internacionales también por la supuesta implicación de Sir Mark Thatcher en la financiación del golpe de Estado, por el cual fue condenado y multado en Sudáfrica.

## Desarrollo de los hechos
El 7 de marzo de 2004 la policía de la República de Zimbabue en el Aeropuerto Internacional de Harare confiscaron un avión que volaba desde Sudáfrica. El presunto líder de la trama, el exoficial del Special Air Service (SAS) Simon Mann, fue detenido junto con dos amigos cerca de la pista de aterrizaje a la espera de armas para ser cargadas en un Boeing 727 (N4610), que traía tres tripulantes y 64 antiguos soldados reclutados en Sudáfrica. La mayoría de los presuntos mercenarios implicados en el golpe eran de Sudáfrica y exmiembros del 32 Batallón Búfalo, una unidad de fuerza especial que luchó por el régimen del apartheid de Sudáfrica.
El 9 de marzo Nick du Toit y otros 14 sudafricanos y armenios fueron arrestados en Guinea Ecuatorial bajo la sospecha de ser la vanguardia de los mercenarios.
El director de marketing de las Industrias de Defensa de Zimbabue (ZDI), Hope Mutize, dijo al tribunal que Simon Mann le había pagado un depósito de armas de 180.000 dólares (100.000 libras) en febrero de 2004 e indirectamente vinculó a Mann en la presunta trama diciendo que estaba acompañado por un sudafricano, Nick du Toit, el líder de los 14 hombres detenidos en Guinea Ecuatorial. 
"Insistieron en que no querían ningún [tipo de] documentos," añadió Mutize. Fuentes legales dijeron que Mann había firmado el acuerdo con el director general de ZDI, Tshinga Dube. Pero la noticia del acuerdo se filtró aparentemente a las autoridades de Sudáfrica, que avisaron a la inteligencia de Zimbabue. Su solicitud de armas incluía 20 ametralladoras, 61 fusiles de asalto AK-47, 150 granadas de mano, 10 lanzagranadas propulsadas por cohetes (y 100 cohetes RPG), y 75.000 cartuchos de municiones. Simon Mann, de 51 años, dijo que quería los fusiles, morteros y municiones para proteger las minas de diamantes en partes inestables de la República Democrática del Congo.
Se alegó que los detenidos en Zimbabue hicieron una escala en la ciudad de Harare para comprar armas y esperaba unirse a un equipo en Guinea Ecuatorial para derrocar al presidente Teodoro Obiang Nguema Mbasogo. Nick du Toit, el líder del grupo de detenidos en Guinea Ecuatorial, dijo en su juicio en Guinea Ecuatorial que fue reclutado por Simon Mann y que lo ayudó con el reclutamiento, la adquisición de armas y la logística. Afirmó que se le dijo que estaban intentando instalar a un político de la oposición al exilio, Severo Moto Nsá, como nuevo presidente.

## Procesamiento y evidencias

### Carta de Simon Mann
En una carta desde la prisión el 31 de marzo, Simon Mann le dijo a su esposa, Amanda, y a su equipo legal: 
David Hart había sido asesor no oficial de la primera ministra Margaret Thatcher durante la huelga minera de 1985 y sirvió como asesor especial con Michael Portillo y Malcolm Rifkind en las subsiguientes administraciones conservadoras. Se cree que "Scratcher" era Sir Mark Thatcher y "Smelly" Ely Calil.

### La 'lista Wonga' de los proveedores financieros
Los nombres forman parte de la llamada "Lista Wonga" de James Kershaw, entonces de 24 años de edad, que se creía que había actuado como contable de Simon Mann. Entró en un programa de protección de testigos después de entregarse voluntariamente a la policía por consejo de sus abogados. Se le dio protección policial las 24 horas para evitar su asesinato. Se afirma que la lista había sido entregada a la policía sudafricana por Kershaw y otros excolegas de Mann, que eran testigos protegidos, según The Guardian.

### Informes de inteligencia de Johann Smith
En diciembre de 2003 y enero de 2004 fueron enviados por separado dos informes muy detallados de la planificación del golpe a dos altos oficiales de inteligencia británica y a Michael Westphal, colaborador de Donald Rumsfeld. Los documentos fueron realizados de Johann Smith, ex-comandando de las fuerzas especiales de Sudáfrica y analista de seguridad de renombre internacional que había sido asesor ocasional del presidente Teodoro Obiang Nguema.
En una declaración de Smith dada a los abogados que representaban al gobierno de Guinea Ecuatorial, afirmó que empezó a oír rumores de un golpe en Guinea Ecuatorial y Santo Tomé y Príncipe en noviembre de 2003 de dos exsoldados del 32 Batallón Búfal que le dijeron el que habían sido reclutados para un golpe por Nick du Toit:
En el informe se nombró a varios implicados importantes detenidos en marzo y posteriormente en juicio por su participación en el fallido golpe de Estado. Smith dijo que el grupo había contratado dos barcos de pesca para operar ante la costa de África Occidental, a pesar del hecho de que todos menos uno de los miembros del grupo no tenían experiencia marítima o pesquería. 
El informe llegó a la conclusión que la operación de pesca comercial era una fachada para el movimiento de hombres y armas para un golpe. El informe también menciona las conexiones del grupo con el líder de la oposición de Guinea Ecuatorial, Severo Moto y advirtió que cualquier operación supondría una amenaza para la estabilidad en la región.

#### Segundo informe
Cuando en enero Smith empezó a conseguir más información de la trama de sus antiguos colegas militares que estaban trabajando para la empresa sudafricana de Nick du Toit, envió otro informe al Pentágono y al SIS marcado como estrictamente confidencial:
Los documentos obtenidos por The Observer revelan que a finales de enero, el Foreign Office decía:
Smith, que afirmó haber recibido amenazas de muerte desde que se frustró la trama, dijo que no hubo respuesta por parte de las autoridades británicas o estatunidenses a sus advertencias:

## Red de apoyo y financiación

### Sir Mark Thatcher, 2n Baronet
El 25 de agosto de 2004, Mark Thatcher, hijo de la ex primera ministra del Reino Unido Margaret Thatcher, fue detenido en virtud de las leyes anti-mercenarias de Sudáfrica después de haber sido acusado de ayudar a financiar el golpe de Estado para derrocar el presidente Obiang. Crause Steyl fue uno de los pilotos escogidos para volar los aviones clave del golpe de Estado, en un King 200 Twin turbo hélice, registrado ZS-NBJ, que más tarde se volvió testigo de cargo en nombre de Sur-África.:
Crause Steyl: "Me encontré con Mark (Thatcher) tres o cuatro veces. Era socio en la aventura. puso aproximadamente 250.000 $. El dinero fue enviado a la cuenta de mi empresa en varios pagos. Los helicópteros costaban cerca de 600 $ la hora, más 5.000 $ por cada uno de los pilotos y 10.000 $ por una mesada de seguro especial."
Thatcher admitió haber dado dinero a la compañía de Steyl, Triple A Aviation, pero dijo que era para cubrir el gasto de un proyecto de ambulancia aérea. Steyl rechazó esta explicación. "Él sabía lo que estaba pasando", dijo. "Yo sólo lo conocía en el contexto del negocio en Guinea Ecuatorial. Yo no lo conocía antes y no lo he visto desde entonces."
El 13 de octubre de 2004 en Londres, un abogado del gobierno de Guinea Ecuatorial dijo que los registros telefónicos habían mostrado cuatro llamadas entre los hogares de uno de los presuntos financiadores detrás la trama, Ely Calil, y Jeffrey Archer en el periodo previo al intento de golpe en marzo. Otra supuesto conspirador, Greg Wales, también hizo cinco llamadas a Sir Mark Thatcher en los días posteriores al golpe de Estado fallido.
El 13 de enero de 2005, Mark Thatcher se declaró culpable de ayudar a financiar un intento de golpe en Guinea Ecuatorial en un tribunal sudafricano. La policía sudafricana fue capaz de demostrar que Mark Thatcher había transferido alrededor de 285.000 dólares a los mercenarios que iban a ejecutar la operación y se había reunido y hablado con ellos con frecuencia antes del intento de golpe. Después de declararse culpable, recibió una pena de cuatro años con suspensión de la pena y una multa de cerca de 560.000 dólares.

### Simon Mann
Simon Mann pagó $500 000 (£281 000) para el golpe, según una lista de supuestos financieros en manos de la policía sudafricana.

### Ely Calil
Ely Calil, el bilionario petrolero libanés establecido en Chelsea que era reclamado en Londres por el régimen de Guinea Ecuatorial, se cree que pagó otros $750,000. El abogado de Ely Calil dijo que no quería responder a la afirmación que había recaudado dinero para los conspiradores. Pero negó tener ningún conocimiento de la trama.

### David Tremain
David Tremain, un empresario sudafricano establecido en la Gran Bretaña, se cree que dio $500,000. Se afirmó que Tremain había estado "al frente" de un sindicato de sudafricanos y otros inversores menores. Tremain negó cualquier implicación en el golpe.

### Jeffrey Archer
Los datos bancarios de la empresa de Simon Mann en Guernsey, Logo Logistics, revelan que Archer hizo un pago de 134.000 $ (74.000 £) en su cuenta los días antes del intento de fallido golpe de Estado. Inicialmente Lord Archer emitió un comunicado a través de sus abogados, indicando que "no tenía conocimiento previo" del presunto golpe de Estado y que no había hablado con Sir Mark durando "aproximadamente 10 años".
En enero, el mismo día que los conspiradores estaban reunidos en Sandton, en Johannesburgo, Ely Calil llamó a Lord Archer y al parecer habló durante 15 minutos. Se llamaron otras veces en el periodo previo al intento de golpe de Estado. Un abogado del gobierno de Guinea Ecuatorial dijo en Londres que los registros telefónicos habían mostrado cuatro llamadas entre Ely Calil y Lord Archer en el periodo previo al intento de golpe en marzo.

### Severo Moto
Los fiscales dijeron que el líder opositor y presidente del Gobierno de Guinea Ecuatorial en el exilio en España, Severo Moto Nsá, ofreció al grupo 1,8 millones de dólares y derechos de petróleo para derrocar el gobierno.

### Tim Bello, Barón Bell
Timothy Bello, antigua cabeza de propaganda de Lady Thatcher, está vinculado al caso por "asesorar" a los amigos de Simon Mann. El barón Bell ha dicho que por lo que sabía ni Sir Mark ni Hart estuvieron involucrados en el presunto golpe de Estado.

### Greg Wales / Administración de EE.UU.
El presidente Obiang acusó a los Estados Unidos de apoyar al complot, pero el Pentágono negó tal apoyo. Funcionarios estadounidenses dijeron que fue Greg Wales quien hizo todos los contactos. Greg Wales, un distribuidor de propiedades con sede en Londres, estaba acusado de haber dado $ 500.000. Las fuentes oficiales de Guinea Ecuatorial afirman que cuando el complot todavía estaba en fase inicial Simon Mann, un antiguo mercenario de Eton, pagó a Wales unos $8,000. Wales negó cualquier implicación en el golpe.
Theresa Whelan, miembro de la administración Bush a cargo de los asuntos africanos en el Pentágono, se reunió dos veces en Washington con un hombre de negocios con sede en Londres, Greg Wales, antes del intento de golpe. Wales ha sido acusado de ser uno de sus organizadores, pero ha negado cualquier implicación. Un funcionario de defensa estadounidense dijo a la revista Newsweek:

## Conocimiento previo británico
Gran Bretaña recibió un esquema completo del golpe de Estado, incluyendo las fechas, los detalles de los envíos de armas y actores clave, meses antes del intento.
Hasta el 9 de noviembre de 2004, los ministros del gabinete habían negado cualquier conocimiento previo del intento de golpe ilegal. Aun así Jack Straw y el ministro por África Chris Mojen habían hablado personalmente de la trama el viernes 30 de enero. Después de recibir la noticia del golpe de Estado, Jack Straw, ordenó un cambio de los planes de evacuación de los ciudadanos británicos en Guinea Ecuatorial.
El presidente Obiang comentó sobre la carencia de advertencia a pesar de admitir conocimientos previos:
Jack Straw había dicho en el parlamento que el Ministerio de Asuntos exteriores y de la Commonwealth habían investigado si había empresas británicas implicadas en la trama después de recibir informes confidenciales, pero no encontró ninguna evidencia. Los funcionarios británicos, y Jack Straw, se vieron obligados a pedir perdón a The Observer después de haber negado categóricamente que tenían conocimiento previo del golpe de Estado.

## España
El presidente Obiang acusó el gobierno español de apoyar al golpe. La alegación podría explicar la posición coincidente de dos barcos de guerra españoles ante la costa de Guinea Ecuatorial en el momento de la detención de los presuntos conspiradores. Miguel Mifuno, asesor especial del presidente de Guinea Ecuatorial, había acusado el gobierno español de financiación de los grupos de oposición al exilio y apoyar al golpe directamente:

Nuestras fuentes de inteligencia dicen que el barco de guerra iba a llegar en la misma fecha que habría tenido lugar el intento de golpe, el 8 de marzo ..... [El barco de guerra] ya estaba en nuestras aguas territoriales con 500 soldados a bordo. Mientras tanto había un equipo de mercenarios extranjeros en Guinea Equatorial que sabían dónde vivíamos. Tenían planes para matar a 50 personas y para arrestar a otras.

En septiembre de 2004 el primer ministro de Guinea Ecuatorial, Miguel Abia Biteo Boricó, acusó ante la Asamblea General de las Naciones Unidas al Gobierno que presidía José María Aznar de apoyar el intento golpista. Biteo Boricó afirmó que los dos buques de guerra españoles, que habían zarpado el 29 de enero hacia Guinea Ecuatorial y fueron desviados el mismo día de ese destino, iban a respaldar el golpe. El primer ministro pidió a la ONU que actuara ante las "amenazas" que sufría su país.
La portavoz del Ministerio de Asuntos exteriores de España negó las acusaciones: "No había ningún barco, negamos cualquier tipo de implicación en cualquier intento de golpe". Aun así, la ministra española, Ana Palacio parecía contradecir la declaración de la portavoz; "No estaban en una misión de guerra, sino en una de cooperación."

## Lecturas
- Roberts, Adam. The Wonga Coup: Guns, Thugs and a Ruthless Determination tono Create Mayhem in an Oil-Rich Corner of Africa. PublicAffairs, 7 Augusto 2006. ISBN 978-1-58648-371-5.
- Pelton, Robert Young. Licensed tono Kill: Hired Guns in the War donde Terror. Three Rivers Press, 7 Augusto 2007. ISBN 978-1-4000-9782-1.
- Blaisse, Mark 'Reconstitution lleva complot contre la Guinée-Equatoriale. Riche, trahi te oublié.'El Harmattan, Paris, 2012. ISBN 978-2-296-96042-8.

## Vídeos
- ; Fresh One Productions «Simon Mann's African Coup: Black Beach». BBC Four. Storyville (BBC), Temporada:2009–10 , episodio:9/18, 7 de diciembre de 2009. « »
- Shadow Company, Purpose Films, 2006.
- Once Upon a Coup, PBS Documentary, Augusto 2009,